# Jakab Máté
Jakab Máté (Nyíregyháza, 1991. augusztus 15.) magyar kosárlabdaedző, a női 3x3 magyar válogatott szövetségi kapitánya. Edzői pályafutása során dolgozott a magyar élvonalban, valamint több nemzetközi klubnál az Egyesült Államokban, Németországban, Új-Zélandon.

## Pályafutása
Jakab Máté edzői pályáját Magyarországon kezdte, a nyíregyházi utánpótlásban, majd a Vasas Akadémiánál és a MAFC Budapest férfi élvonalbeli csapatánál folytatta. 2017-ben ő lett a magyar élvonal legfiatalabb vezetőedzője a MAFC kispadján.
Később a Szolnoki Olaj KK szakmai stábjában is dolgozott. 2022-től nemzetközi tapasztalatokat is szerzett: a német Brose Bambergnél, majd az új-zélandi New Zealand Breakers csapatánál tevékenykedett, akikkel az ausztrál NBL bajnokság 5. helyét érték el. 2024 nyarán csatlakozott az NBA Summer League-ben szereplő Sacramento Kings stábjához, valamint meghívást kapott a Lunar Owls amerikai klubtól is szakmai munkára.

## Válogatott szerepvállalás
Először 2013-ban tapasztalhatta meg a válogatott munkát, amikor fiatalon a női válogatotthoz került, majd 2024-ben újra másodedzőként bizonyíthatott. Jakab 2025 óta a magyar női 3x3 válogatott szövetségi kapitánya. Irányítása alatt a csapat több nemzetközi tornán vett részt, célja a nemzetközi szintű versenyképesség folyamatos fejlesztése.

## Szakmai filozófia és megjelenés
Edzői hitvallását a gyors döntéshozatal, a magas intenzitású játék és a nemzetközi tapasztalatok beépítése jellemzi. Számos interjúban hangsúlyozta a sportági fejlődés fontosságát és a játékosok személyes fejlődésébe vetett hitét.